# System rozproszony
Zasugerowano, aby zintegrować ten artykuł z artykułem Obliczenia rozproszone (dyskusja). Nie opisano powodu propozycji integracji.
System rozproszony (ang. distributed system) to zbiór niezależnych urządzeń technicznych połączonych w jedną, spójną logicznie całość. Zwykle łączonymi urządzeniami są komputery, rzadziej – systemy automatyki. Połączenie najczęściej realizowane jest przez sieć komputerową, jednak można wykorzystać również inne – prostsze – magistrale komunikacyjne. Urządzenia są wyposażone w oprogramowanie umożliwiające współdzielenie zasobów systemowych.
Jedną z podstawowych cech systemu rozproszonego jest jego przejrzystość  (ang. transparency), tj. tworzenie na użytkownikach systemu rozproszonego wrażenie pojedynczego i zintegrowanego systemu.
Definicja systemu rozproszonego ewoluowała wraz z rozwojem komputerów i sieci komputerowych.

## Historia
W późnych latach 70. i na początku lat 80. systemy rozproszone składały się ze zdalnych terminali lub minikomputerów, które przeprowadzały niektóre operacje i co pewien czas komunikowały się w trybie wsadowym (ang. batch mode) z komputerem centralnym. Możliwe były połączenia terminali z komputerem centralnym w topologii gwiazdy (wiele terminali połączonych przez modemy z jednym centralnym komputerem), pierścienia (terminale, minikomputer i komputer centralny tworzą pierścień) lub hierarchicznej (komputer centralny połączony jest z minikomputerami, do których połączone są terminale). W drugiej połowie lat 80. system rozproszony zaczął być rozumiany jako osobne, geograficznie rozproszone aplikacje współdziałające ze sobą. W tym czasie pod pojęciem systemu rozproszonego rozumiano także pojedynczą aplikację składającą się ze względnie samodzielnych i niezależnych programów współdziałających ze sobą. Dominowały wówczas następujące konfiguracje połączeń:
- komputery osobiste (PC) podłączone do komputera centralnego,
- hierarchiczne (komputery podłączone do komputerów pośredniczących, które były połączone z komputerem centralnym, przy czym komputery znajdujące się bliżej komputera centralnego miały większą moc obliczeniową)
- komputery różnej mocy obliczeniowej połączone siecią komputerową (połączenia typu równy, ang. peer),
- hybrydowe (hierarchiczne z konfiguracją typu peer).

Współczesne systemy rozproszone składają się z różnych komputerów połączonych siecią komputerową.

## Cechy
System rozproszony posiada następujące cechy:
1. Dzielenie zasobów (ang. resource sharing) – wielu użytkowników systemu może korzystać z danego zasobu (np. drukarek, plików, usług, itp.).
2. Otwartość (ang. openness) – podatność na rozszerzenia, możliwość rozbudowy systemu zarówno pod względem sprzętowym, jak i oprogramowania.
3. Współbieżność (ang. concurrency) – zdolność do przetwarzania wielu zadań jednocześnie.
4. Skalowalność (ang. scalability) – cecha systemu umożliwiająca zachowanie podobnej wydajności systemu przy zwiększaniu skali systemu (np. liczby procesów, komputerów, itp.).
5. Tolerowanie awarii (ang. fault tolerance) – właściwość systemu umożliwiająca działania systemu mimo pojawiania się błędów i (lub) uszkodzeń (np. przez utrzymywanie nadmiarowego sprzętu).
6. Przezroczystość (ang. transparency) – właściwość systemu powodująca postrzeganie systemu przez użytkownika jako całości, a nie poszczególnych składowych.

Obecnie w systemach rozproszonych istotną rolę odgrywa oprogramowanie pośredniczące (warstwa pośrednia, ang. middleware), która pośredniczy w komunikacji między jego składowymi. Przykładami warstwy pośredniej są:
- gniazda (ang. sockets)
- RPC (Remote Procedure Call)
- DCE (Distributed Computing Environment)
- CORBA (Common Object Request Broker Architecture)
- DCOM (Distributed Component Object Model)
- RMI (Remote Method Invocation)